# Qinghua (köping i Kina)
Qinghua (kinesiska: 青花镇, 青花) är en köping i Kina. Den ligger i provinsen Sichuan, i den sydvästra delen av landet, omkring 400 kilometer öster om provinshuvudstaden Chengdu. Antalet invånare är 9 088. Befolkningen består av 4 543 kvinnor och 4 545 män. Barn under 15 år utgör 20,0 %, vuxna 15-64 år 67 %, och äldre över 65 år 12,0 %.
Genomsnittlig årsnederbörd är 1 617 millimeter. Den regnigaste månaden är september, med i genomsnitt 315 mm nederbörd, och den torraste är januari, med 9 mm nederbörd.